# Agave fourcroydes
Agave fourcroydes je druh textilní rostliny z čeledi chřestovité. Pochází z Mexika a Guatemaly, nejvíce se pěstuje ve státech Yucatánského poloostrova (Yucatán, Campeche, Quintana Roo). Dále je rozšířen v kultuře ve Střední Americe a na Karibských ostrovech. Vyznačuje se růžicí listů na kulatém, hrbolatém kmeni, který se se stářím prodlužuje - tak jak dochází k opadu starých, nebo osekávání nevhodných listů. Listy jsou silné, čárkovité, podlouhlé s ostrými nazpět (tedy k bázi) zahnutými trny, každý ukončený trnem vrcholovým. Koncový trn je tmavohnědé barvy - až 3 cm dlouhý. Kořen je svazčitý, mělce pod povrchem půdy ložený. Květenství na dlouhém stvolu. Květy drobné žlutavé. A. fourcroydes je textilní rostlina, její listové vlákno se nazývá henequén. Henequén je bílé, světle lesklé barvy, avšak hrubší, nežli sisal. Vyrábí se z něj hlavně provazy, rohožky a chňapky.